# アンブレラ保険
アンブレラ保険（アンブレラほけん;Umbrella Policy）とは、賠償責任保険の場合、企業である被保険者が手配済みの他の施設所有管理者賠償責任保険や生産物賠償責任保険等の保険（第1次保険;Underlying Insurance）で支払われる額または所定の自己負担額（Retained Limit）のいずれか大きい額（注）以上の損害を対象とする上乗せ保険である。傘（かさ;アンブレラ）のように、他の保険を上からカバーしていることから、この名称となっている。
（注）この額は原則として1事故あたり10億円以上、ただし日本国内の油濁損害は50億円以上で設定される。
アンブレラ保険は企業活動に伴う様々なリスクを対象としており、第1次保険となる賠償責任保険では対象外としている自動車保険や労災保険の上乗せとしても機能する。ただし、自動車保険等の独立した種目や労災保険で対応可能なものまでこの保険で対応する趣旨ではないので、この保険の免責金額は通常、自動車保険等が対象としない高額なものが設定される。アンブレラ保険の目的は企業が被る可能性のあるあらゆる賠償事故から企業を防衛するものであるから、利用可能な第1次保険の填補限度額がその保険金支払により減額された場合（例.受託者賠償責任保険で保険金支払があった場合）にも、第1次保険とこの保険との間に補償の隙間が生じないように、当初設定したアンブレラ保険の免責金額が引き下げられる（「ドロップダウン」という）こととされている。